# Ђенарето-Сан Ђовани (Кампобасо)
Ђенарето-Сан Ђовани је насеље у Италији у округу Кампобасо, региону Молизе.
Према процени из 2011. у насељу је живело 173 становника. Насеље се налази на надморској висини од 664 м.